# Sterren College
Het Sterren College is een voormalige vmbo-school in Haarlem. De school kende basis- en kaderberoepsgerichte leerwegen en de beroepsgerichte mavo. Leerwegondersteuning behoorde tot de mogelijkheden in alle leerwegen. De school was van origine gevestigd in het gebouw Verspronckweg 150, maar verhuisde later naar het Badmintonpad.
In 2020 is de school gefuseerd tot het Spaarne College.

## Geschiedenis
Het Sterren College ontstond in 1999, toen het onderwijs in MAVO en VBO werd samengevoegd tot het vmbo. In augustus 2006 is het Sterrencollege gefuseerd met de Lieven de Keyschool. In januari 2011 verhuisde de school naar een nieuw schoolgebouw, ontworpen door Mecanoo, aan het Badmintonpad 15 in Haarlem. Dit gebouw won in 2013 de Innovatieprijs van de Scholenbouwprijs.
In augustus 2020 fuseerde de school samen met de Daaf Gelukschool en Paulus Mavo tot het Spaarne College.
- Library of Congress Control Number: n81002434
- Virtual International Authority File: 144250991